# Tierpark Eilenburg
Koordinaten: 51° 27′ 10,6″ N, 12° 37′ 53,6″ O
Der Tierpark Eilenburg ist ein zoologischer Garten in Vereinsträgerschaft in der sächsischen Stadt Eilenburg. Auf einer Fläche von ca. 4 Hektar können etwa 300 einheimische und exotische Tiere aus 50 verschiedenen Arten beobachtet werden. Die Anfänge zum Eilenburger Tierpark wurden 1959 gemacht.

## Lage
Der Eilenburger Tierpark liegt im Süden des Stadtteils Mitte am Rande des Stadtparks. Vom Bahnhof Eilenburg ist er zu Fuß in etwa fünf Minuten und vom Marktplatz in etwa zehn Minuten erreichbar. Am Park vorbei fließt der Mühlgraben.

## Geschichte
| Jahr | Besucherzahl |
| ---- | ------------ |
| 2000 | 29.078       |
| 2001 | 29.974       |
| 2002 | 25.896       |
| 2003 | 29.992       |
| 2004 | 32.663       |
| 2005 | 39.000       |
| 2006 | 39.000       |
| 2007 | 48.000       |
| 2008 | 51.900       |
| 2009 | 56.600       |
| 2010 | 51.600       |
| 2011 | 58.000       |
| 2012 | 55.000       |
| 2013 | 53.600       |
| 2014 | 64.300       |
| 2015 | 62.600       |
| 2016 | 66.800       |
| 2017 | 71.400       |
| 2018 | 76.200       |
| 2019 | 86.000       |
| 2020 | 77.000       |
| 2021 | 84.000       |
| 2022 | 109.315      |

Erste Gehege für Rot- und Schwarzwild, Biber und Ziegen entstanden im Jahr 1959. Drei Jahre später baute die Stadt ein Stallgebäude und einen kleinen Wirtschaftshof. 1975 wurde dieses Stallgebäude aufgestockt und Räumlichkeiten für die Mitarbeiter des Tierparks wurden eingerichtet. Zu dieser Zeit schaffte man auch die ersten Aquarien und Terrarien an. Im selben Jahr schenkte das Patenschiff der Stadt, die MS Eilenburg der Deutschen Seereederei, dem Zoo drei Indische Hutaffen; diese zogen in einen eigens errichteten beheizten Neubau. Zu Beginn der 1980er Jahre verfielen die aus Holz errichteten Gehege zusehends. So wurden in ehrenamtlicher Arbeit neue Gehege, Wirtschaftsgebäude, eine Kläranlage, Wasserleitungen und Beleuchtung geschaffen.
Nach der Wende 1990 ging der Tierpark in die Trägerschaft der Stadt. Das Personal wurde damit in den öffentlichen Dienst übernommen, die Finanzierung des Tierparks als städtischer Einrichtung erfolgte direkt aus dem Stadthaushalt. Die Pflege der Anlage wurde mit Arbeitsbeschaffungsmaßnahmen gewährleistet.
1992 gründete sich der Tierparkverein Eilenburg e. V. als Förderverein. Durch den Verfall des Hauptgebäudes und fehlende Geldmittel seitens der Stadt war der Fortbestand des Tierparks nicht mehr gesichert. Der Verein bot sich an, die Sanierung auf eigene Kosten durchzuführen, ein entsprechender Vertrag mit der Stadt wurde aufgesetzt. 1998 ging der Tierpark in Trägerschaft des Tierparkvereins über, bis 2001 verwirklichte der Verein die Sanierung des Haupthauses sowie die Errichtung von Besuchertoiletten, des Warmhauses Tropicana und eines Imbisses.
Am 13. August 2002 war der Tierpark stark vom Hochwasser der Mulde betroffen. Konnten die Tiere des Wildgeheges noch freigelassen werden, waren viele Tiere schutzlos, etwa ein Drittel des Tierbestandes kam ums Leben. Der Schaden im gesamten Park wurde auf 320.000 Euro beziffert; in der Folge gingen Spenden aus ganz Deutschland ein. Folgende Projekte wurden mit den Hochwassermitteln realisiert:
- November 2002: Wiedereröffnung des Warmhauses Tropicana
- Juni 2003: Eröffnung des neuen Luchsgeheges
- 2004: Neuaufbau des Ziegengeheges zum Streichelgehege
- November 2004: Eröffnung des Haustierhauses
- 2005: Fertigstellung der Kranichanlage; Auslauffläche für Ponys und Esel
- 2007: Fertigstellung der Uhu-Voliere.

Im September 2007 fand die Jahrestagung der Deutschen Tierparkgesellschaft im Eilenburger Tierpark statt. 2008 wurde die Einrichtung von den Zuschauern der MDR Fernsehens in einer Sendung in die Top 10 der mitteldeutschen Tiergärten gewählt. 2007 entstand eine Gaststätte, 2009 ein neues Frettchengehege. 2011 wurde ein neues Freigehege für die Hutaffen eröffnet. 2019 wurde ein neues Warmhaus („Tropicana“) als Teil der Exotenwelt eröffnet.
Im Juli 2022 übernahm die 23-jährige Caroline Otto die Tierparkleitung von Stefan Teuber. Dieser hatte den Tierpark seit 1988 geleitet.

## Tierbestand
Der Tierpark ist in drei Bereiche eingeteilt: die Tropenwelt, der Haus- und Heimtierbereich sowie das Feucht- und Waldgebiet. Dort leben insgesamt circa 250 Individuen in 40 Arten. Der Tierbestand umfasst unter anderem Indische Hutaffen, Lisztaffen, Grüne Leguane, Glattstirnkaimane, Grünflügelaras, Maras, Emus, Lamas, Hängebauchschweine, Uhus, Nutrias, Kraniche, Eurasische Luchse, Alpakas und Damwild. Mit der Teilnahme am Erhaltungszuchtprojekt für den bedrohten Europäischen Nerz durch den Euro-Nerz e. V. beteiligt sich der Tierpark am Artenschutz.

## Impressionen

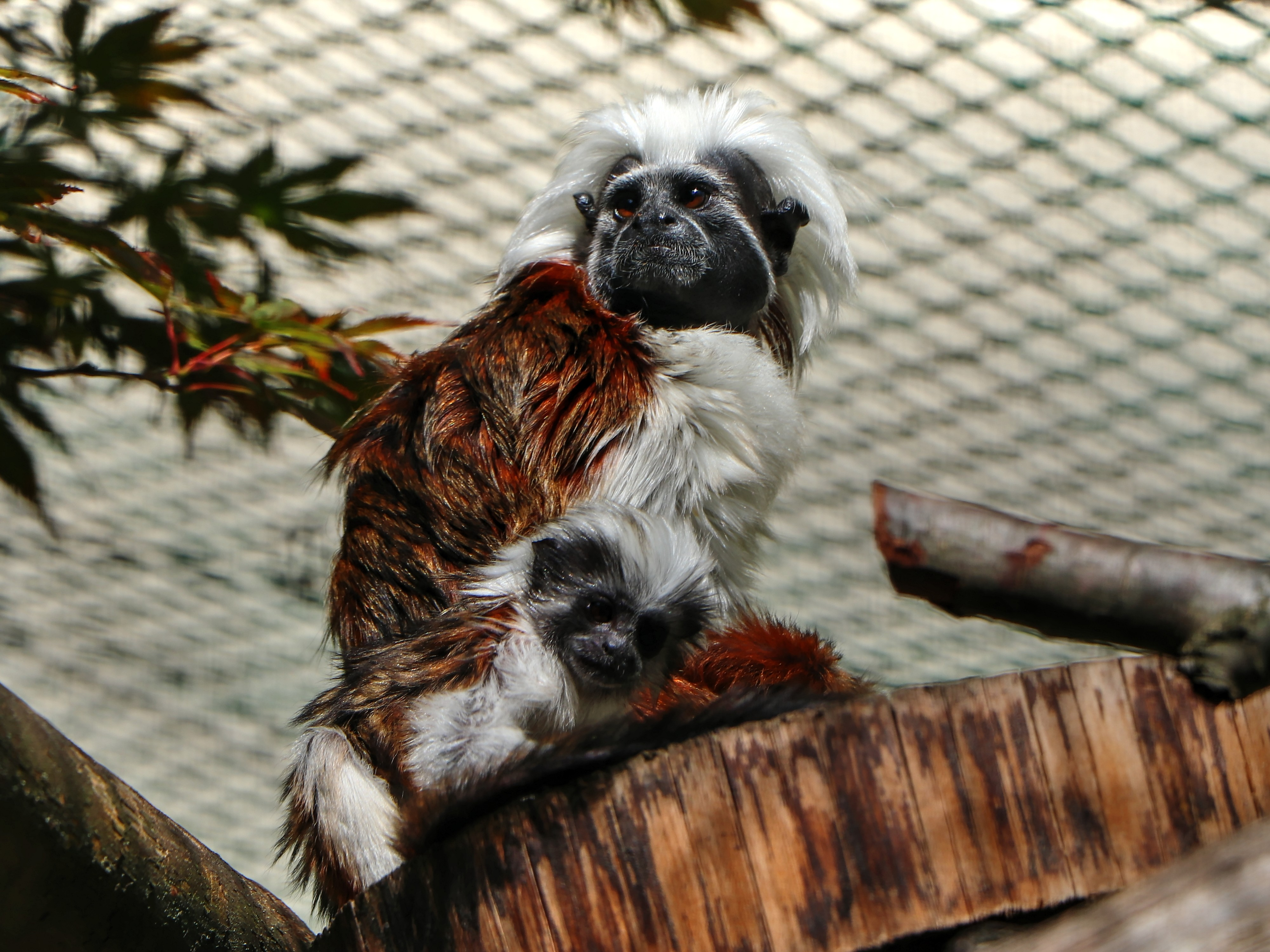
Lisztaffe mit Nachwuchs
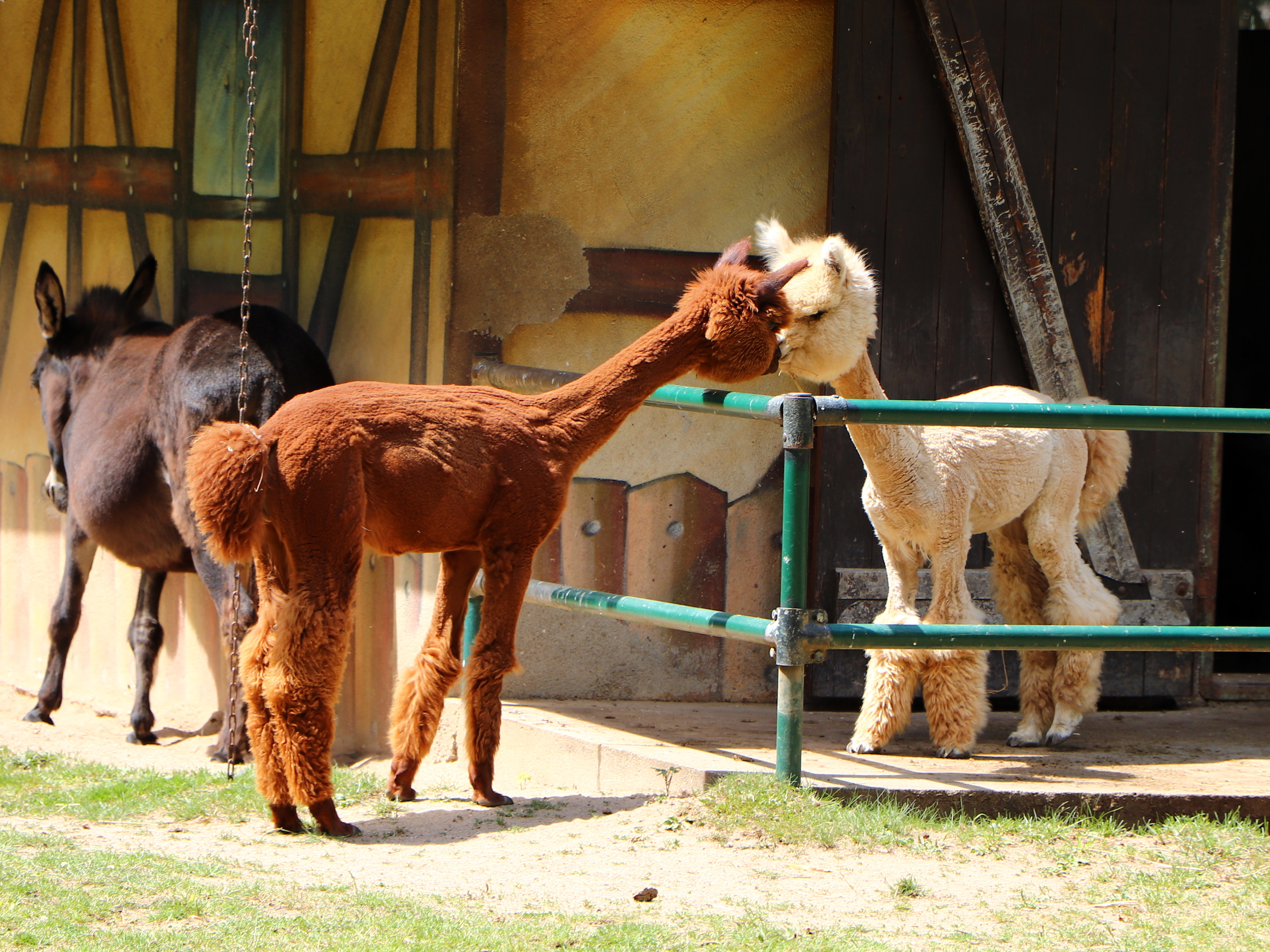
Alpakas im Freigehege
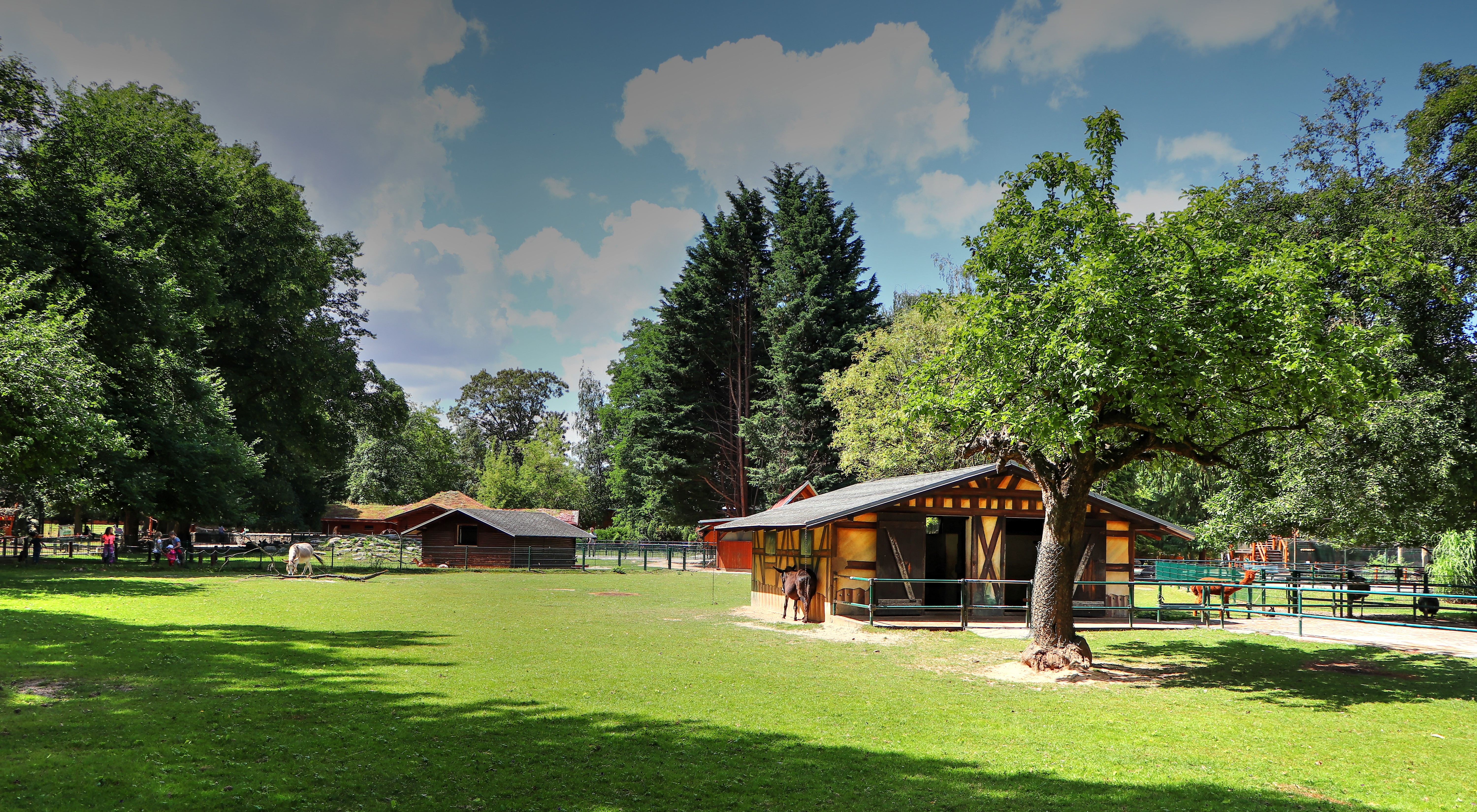
Freigehege für Esel und Alpakas
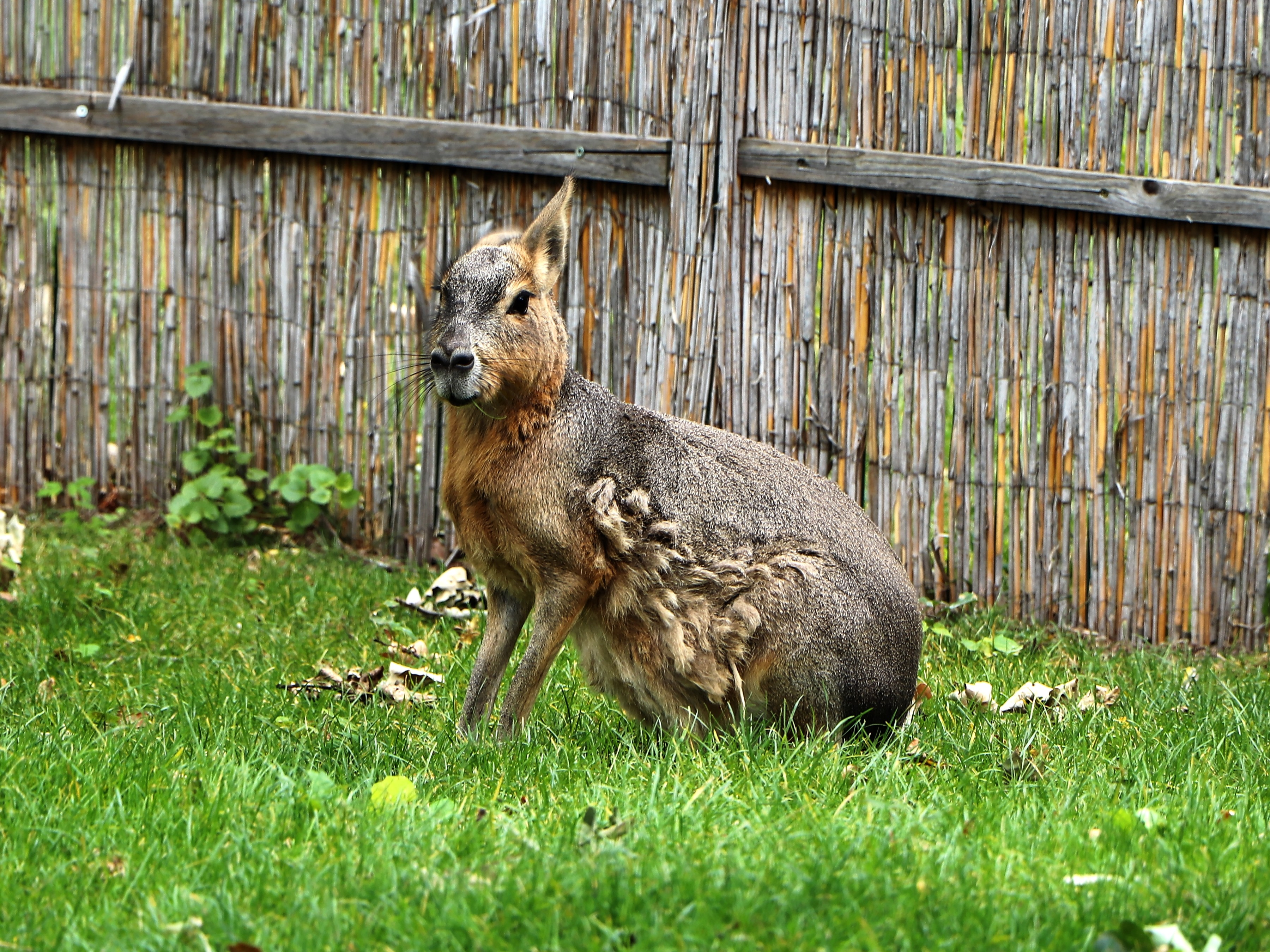
Großer Mara
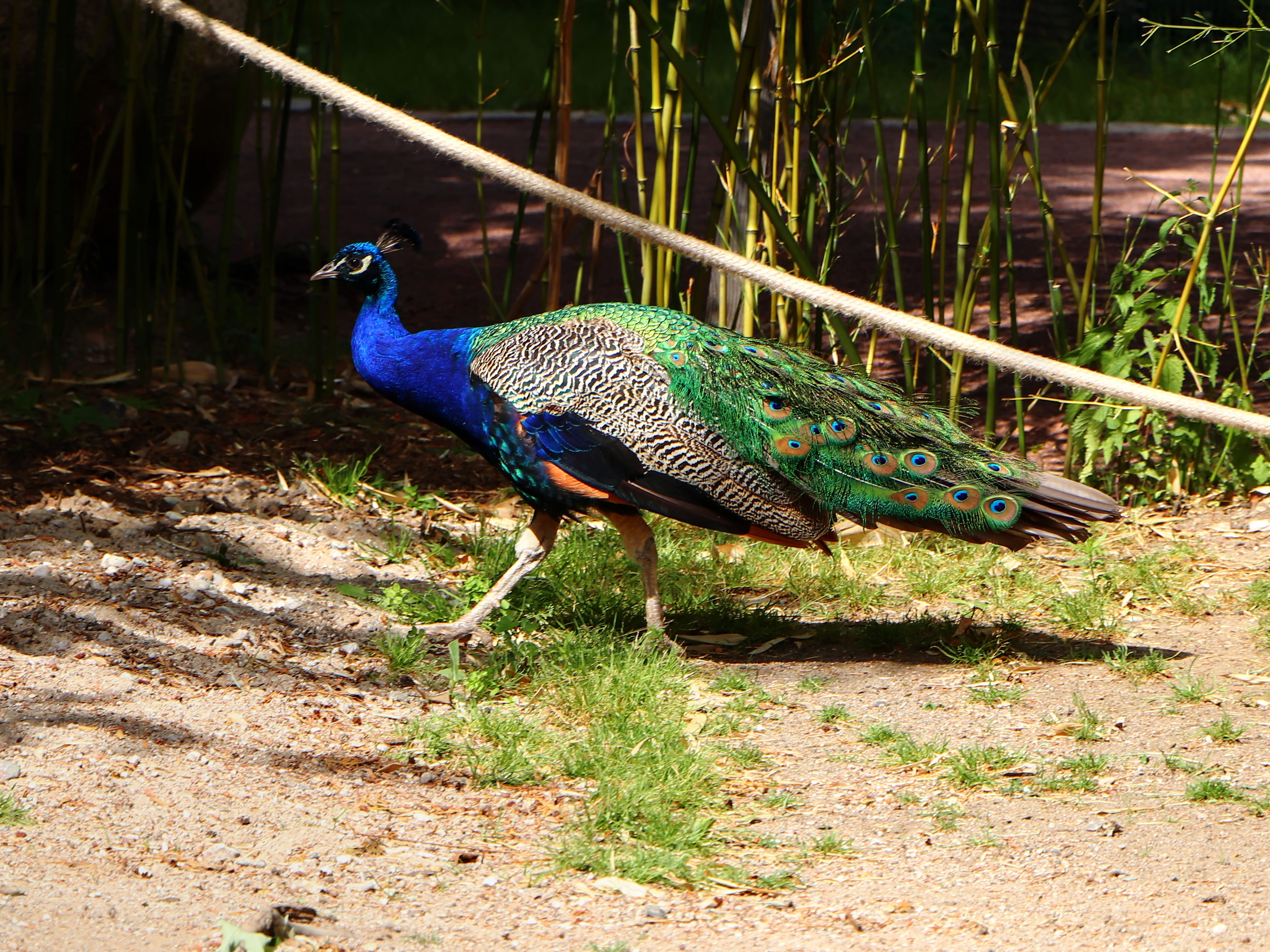
Pfau, freilaufend
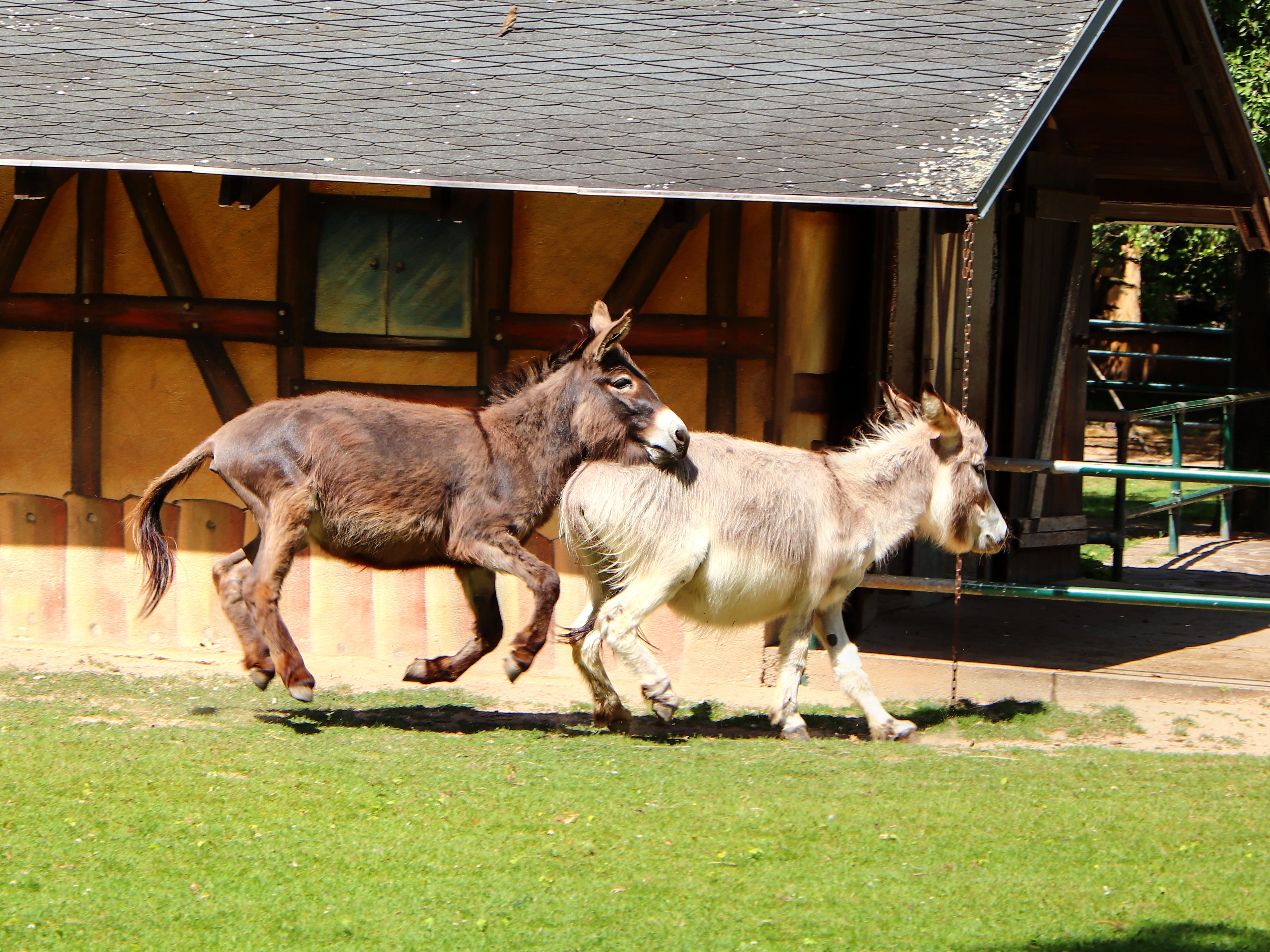
Esel im Freigehege
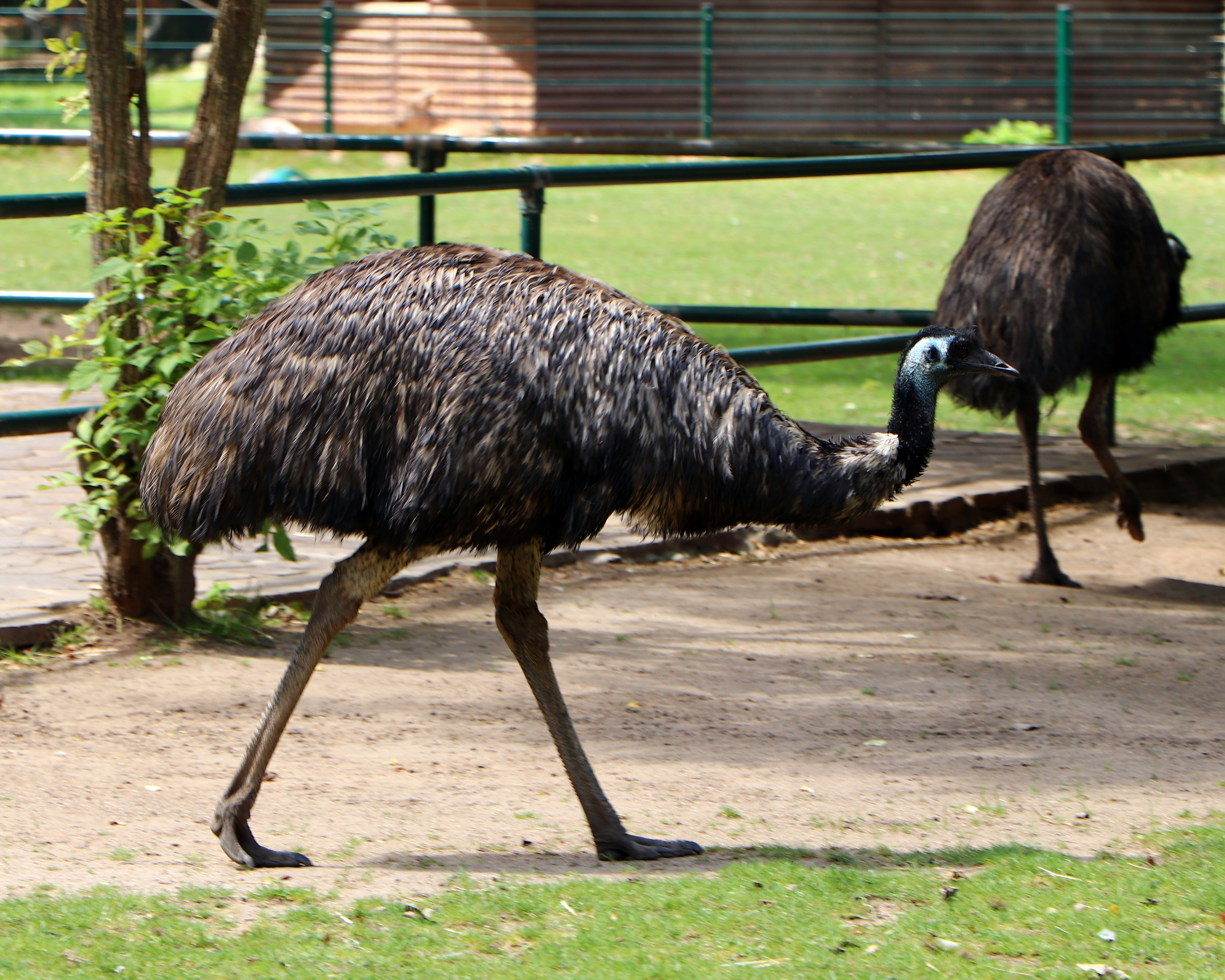
Emus
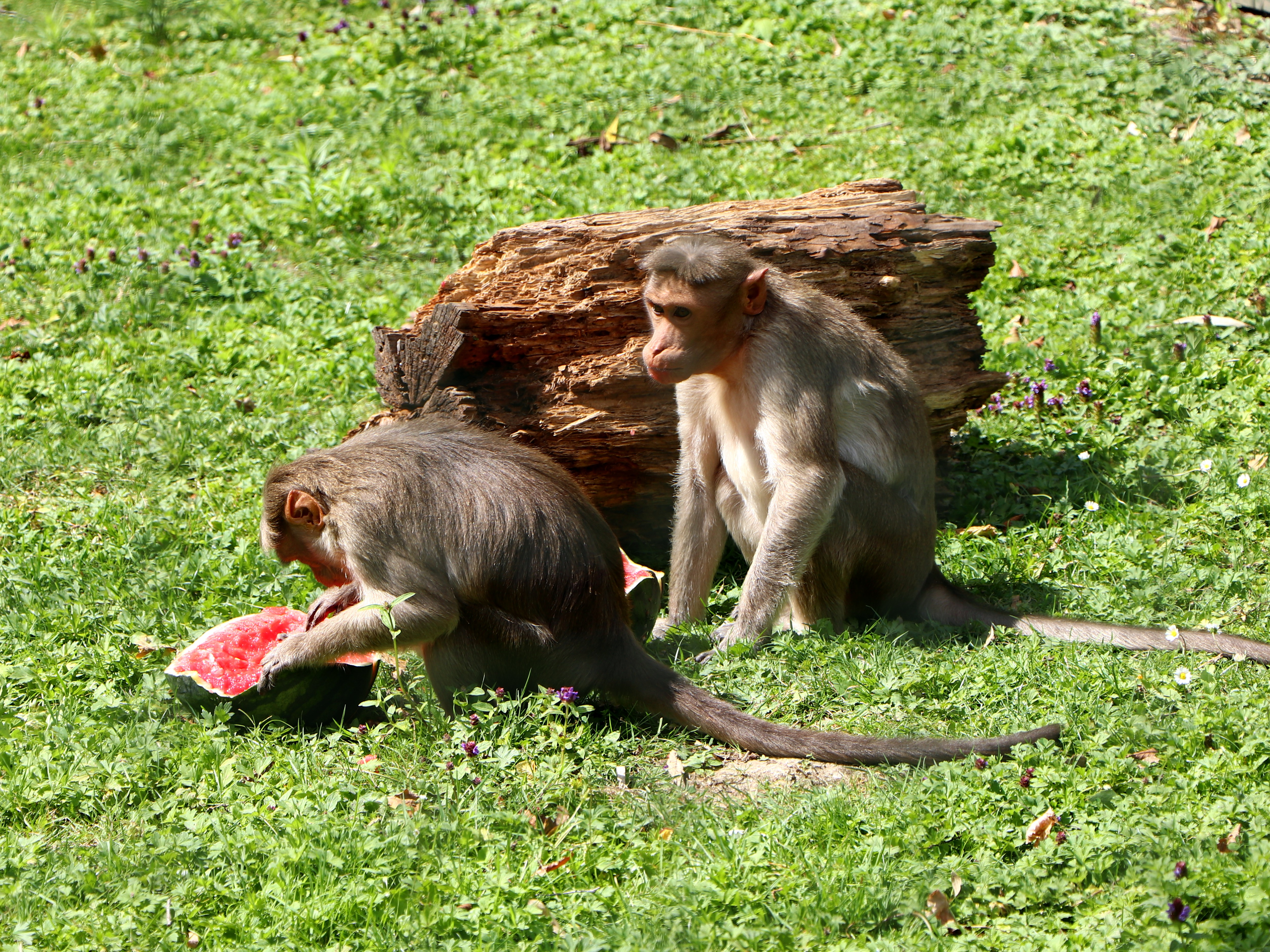
Indische Hutaffen

## Mitgliedschaften
Der Tierpark Eilenburg ist Mitglied folgender Vereine und Organisationen:
- Deutsche Tierparkgesellschaft (DTG) der Gemeinschaft Deutscher Zooförderer (GDZ)
- Verein Euro-Nerz e. V.
- Bundesarbeitsgruppe Kleinsäuger (BAG)
- Verein Dübener Heide e. V.

## Trivia
- Der Tierpark wurde vom Naturpark Dübener Heide als einer von zwölf Heidemagneten anerkannt, die Besuchern einen Überblick über Sehenswürdigkeiten der Region verschaffen sollen.
- Der Tierpark hält Angebote für Unterricht, Projektarbeit, Arbeitsgemeinschaften und Feriengestaltung bereit, die der Arbeitskreis Naturparkbildung initiiert.
- Einmal jährlich erscheint die Eilenburger Tierparkzeitung, herausgegeben vom Tierparkverein.
- Seit 2000 kann der Park auch über Tierpatenschaften gefördert werden.